# Amanda Park (Washington)
Amanda Park es un área no incorporada ubicada en el condado de Grays Harbor en el estado estadounidense de Washington.

## Geografía
Amanda Park se encuentra ubicado en las coordenadas 47°27′47″N 123°53′4″O / 47.46306, -123.88444.